# 12 con giáp (chương trình truyền hình)
12 con giáp là một chương trình truyền hình thường niên của VTV vào dịp Tết Âm lịch. Đây là chương trình trò chuyện xen lẫn biểu diễn nghệ thuật, với khách mời là những nghệ sĩ nổi tiếng có tuổi đại diện cho 12 con giáp của cung hoàng đạo. Chương trình được phát sóng vào tối mùng 1 Tết (từ năm 2012 đến năm 2016) và tối mùng 3 Tết (từ năm 2017 đến nay) trên kênh VTV3, Đài Truyền hình Việt Nam.

## Nội dung
Chương trình có sự tham dự của 12 gương mặt nổi bật tại các lĩnh vực văn hóa, thể thao, kinh tế trong năm và có tuổi đại diện cho 12 con giáp. Người dẫn chương trình sẽ cùng trò chuyện với khách mời, phân tích đặc tính của 12 con giáp. Qua cuộc trò chuyện, các khách mời cũng chia sẻ về những việc đã làm được trong năm cũ và những dự định của năm mới. Bên cạnh đó, các khách mời cũng mang tới chương trình những tiết mục nghệ thuật đặc sắc ngập tràn không khí Tết. 

## Người dẫn chương trình
Chương trình được dẫn chính bởi nhà báo Lại Văn Sâm (từ năm Nhân Thìn 2012 đến năm Tân Sửu 2021), Đinh Tiến Dũng (năm Nhâm Dần 2022 và năm Quý Mão 2023), Phạm Công Tố (năm Giáp Thìn 2024 và năm Ất Tỵ 2025) và Nguyễn Huyền Trang (năm Ất Tỵ 2025). Kể từ năm Giáp Ngọ 2014 đến năm Giáp Thìn 2024, chương trình có sự xuất hiện của hai nhân vật là "cụ ông" (Xuân Bắc) và "cụ bà" (Tự Long) trong vai trò cùng dẫn dắt chương trình với phong cách hài hước.

## Nhà tài trợ
- MobiFone (2012–2013)
- OPPO (2014–2020)
- Dược Nam Hà (2014, 2016)
- Traphaco (2015)
- Vietjet Air (2014 - 2015)
- Vietngucoc (2015)
- Thời trang IVY MODA (2016)
- Tập đoàn GFS (2021)
- BIDV (2022)
- Vietcombank (2023–2025)